# Mariquita (ort)
Mariquita är en ort i Colombia.   Den ligger i departementet Tolima, i den centrala delen av landet, 110 km nordväst om huvudstaden Bogotá. Mariquita ligger 485 meter över havet och antalet invånare är 23 104.
Terrängen runt Mariquita är kuperad. Runt Mariquita är det ganska tätbefolkat, med 120 invånare per kvadratkilometer. Närmaste större samhälle är Honda, 17,4 km öster om Mariquita. Omgivningarna runt Mariquita är huvudsakligen savann.